# Кромбек білогорлий
Кромбек білогорлий (Sylvietta philippae) — вид горобцеподібних птахів родини Macrosphenidae.

## Поширення
Вид поширений у Сомалі та на сході Ефіопії. Живе у вологих саванах.

## Опис
Дрібний птах, завдовжки до 8 см, вага 9-10 г. Верхня частина тіла сіруватого кольору, з тонкими білими бровами і горлом. Нижня частина жовтувата. Дзьоб короткий порівняно з іншими видами кромбеків, сірого кольору.

## Спосіб життя
Птах трапляється невеликими групами або у змішаних зграях. У пошуках комах птахи лазять по стовбурах дерев. Живиться комахами та іншими дрібними членистоногими.  Сезон розмноження - з травня по червень.